# Ibragim Khamrakulov
Ibragim S. Khamrakulov (* 28. Juli 1982 in der Viloyat Samarqand) ist ein usbekisch-spanischer Schachspieler.

## Leben
Ibragim Khamrakulov lernte das Schachspielen als Sechsjähriger im sowjetischen Schulsystem. Khamrakulov, der in Badajoz (Region Extremadura) wohnt, nahm inzwischen die spanische Staatsangehörigkeit an und spielt seit 2005 für die Nationalmannschaft Spaniens. Sein sechs Jahre jüngerer Bruder Djurabek, der für den usbekischen Schachbund spielt, trägt seit 2018 ebenfalls den Großmeistertitel; seine ein Jahr ältere Schwester Iroda spielte bei fünf Schacholympiaden für die usbekische Schachnationalmannschaft der Frauen.

## Erfolge
Im Jahr 1998 gewann Ibragim Khamrakulov die asiatische U16-Einzelmeisterschaft und wurde in Oropesa del Mar U16-Weltmeister. Bei der spanischen Einzelmeisterschaft 2007 in Ayamonte wurde er Dritter. 2007 nahm er am vierten Brett mit der spanischen Nationalmannschaft an der Europameisterschaft in Iraklio teil, 2008 ebenfalls am vierten Brett an der Schacholympiade 2008 in Dresden.
Mannschaftsschach spielte er in Spanien 2004 und 2005 für CA Magic Mérida, 2007 und 2008 für den Verein Cuna de Dragoes Ajoblanco Mérida, mit dem er 2007 Vizemannschaftsmeister wurde und am Spitzenbrett am European Club Cup 2007 teilnahm. In der portugiesischen 1. Liga spielt er für die GD Diana Évora, mit der er 2007 portugiesischer Mannschaftsmeister wurde. In katalanischen Ligen spielt er für Colón Sabadell.
Seit Juni 2006 trägt er den Titel Schachgroßmeister, die erforderlichen Normen erfüllte er bei zwei internationalen Turnieren im Januar 2004 und Januar 2005 in Sevilla sowie im Juli 2005 beim Narciso-Yepes-Memorial in Lorca.